# Rege al Ierusalimului

Stema Regatului Ierusalimului în ultimii ani de existență.

Regele Ierusalimului a fost conducătorul suprem al Regatului Ierusalimului, statul cruciaților din Palestina fondat de nobilii creștini în 1099, după ce prima cruciadă s-a încheiat cu succes prin cucerirea orașului.

## Lista regilor
| Rege/Regină | | Anii de domnire                                                                                           | |
| --- | --- | --- | --- |
| Godefroy (Protector al Sfântului Mormânt, dar nu și rege) | | 1099—1100                                                                                                 | 1099—1100                                                                                                 |
| Balduin I | fratele lui Godefroy                                                                                   | 1100—1118                                                                                                 | 1100—1118                                                                                                 |
| Baldui al II-lea | rudă (posibil, nepot) a lui Godefory și Balduin I                                                      | 1118—1131                                                                                                 | |
| Melisenda și Fulc | fiica lui Balduin al II-lea și soțul ei                                                                | 1131—1153 Fulc a pierdut influența după 1136, și a murit în 1143. Melisenda și-a contiuat domnia după el. | 1131—1153 Fulc a pierdut influența după 1136, și a murit în 1143. Melisenda și-a contiuat domnia după el. |
| Balduin al III-lea | fiul lui Melisenda și Fulc                                                                             | 1143—1162, a fost încoronat ca co-conducător cu Melisenda 1143; a obținut puterea deplină în 1153         | |
| Amalric I | fiul lui Melisenda și Fulc                                                                             | 1162—1174                                                                                                 | 1162—1174                                                                                                 |
| Balduin al IV-lea | fiul lui Amalric I                                                                                     | 1174—1185                                                                                                 | |
| Balduin al V-lea | nepotul lui Amalric I                                                                                  | 1185—1186                                                                                                 | |
| Sibilla și Guy de Lusignan | mama lui Balduin al V-lea (fiica mai mare a lui Amalric I) și al doilea soț al ei.                     | 1186—1187                                                                                                 | 1186—1187                                                                                                 |
| Ierusalimul este cucerit de Ayyubizi în 1187; Sibilla moare în 1190, însă Guy a refuzat să cedeze coroana; disputa asupra dreptului la tron a durat până în 1192, după care doar o porțiune îngustă de coastă era stăpânită de Regii Ierusalimului. | | | |
| Isabella I | a doua fiică a lui Amalric I                                                                           | 1192—1205                                                                                                 | 1192—1205                                                                                                 |
| > împreună cu Conrad I de Montferrat | al doilea soț a lui Isabella I                                                                         | 1192 | 1192 |
| > împreună cu Henric de Champagne | al treilea soț a lui Isabella I                                                                        | 1192—1197                                                                                                 | 1192—1197                                                                                                 |
| > împreună cu Amalric al II-lea | al patrulea soț a lui Isabella I, fratele lui Guy                                                      | 1198—1205                                                                                                 | 1198—1205                                                                                                 |
| Maria de Montferrat | fiica lui Isabella I și Conrad                                                                         | 1205—1212                                                                                                 | |
| Iolanta (Isabella al II-lea) | fiica lui Maria și Ioann                                                                               | 1212—1228                                                                                                 | |
| > împreună cu Frederic al II-lea | soțul lui Iolanta                                                                                      | 1225—1228                                                                                                 | 1225—1228                                                                                                 |
| Conrad al II-lea | fiul lui Iolanta și Frederic                                                                           | 1228—1254                                                                                                 | |
| Conrad al III-lea | fiul lui Conrad al II-lea                                                                              | 1254—1268                                                                                                 | |
| Hugo | strănepotul lui Isabella I și Henric al II-lea, totodată rege al Ciprului, cunoscut ca Hugo al III-lea | 1268—1284 (de facto până în 1276, din 1277 regatul s-a aflat sub conducerea lui Carol)                    | 1268—1284 (de facto până în 1276, din 1277 regatul s-a aflat sub conducerea lui Carol)                    |
| Carol | | 1277—1285 (inamicului lui Hugo)                                                                           | 1277—1285 (inamicului lui Hugo)                                                                           |
| Ioan | fiul lui Hugo                                                                                          | 1284—1285 (inamicul lui Carol)                                                                            | 1284—1285 (inamicul lui Carol)                                                                            |
| Henric al II-lea | fiul lui Hugo                                                                                          | 1285—1291                                                                                                 | 1285—1291                                                                                                 |
| Acra este cucerită de mameluci în 1291; sfârșitul Regatului Ierusalimului. | | | |